# Glória (fenômeno óptico)

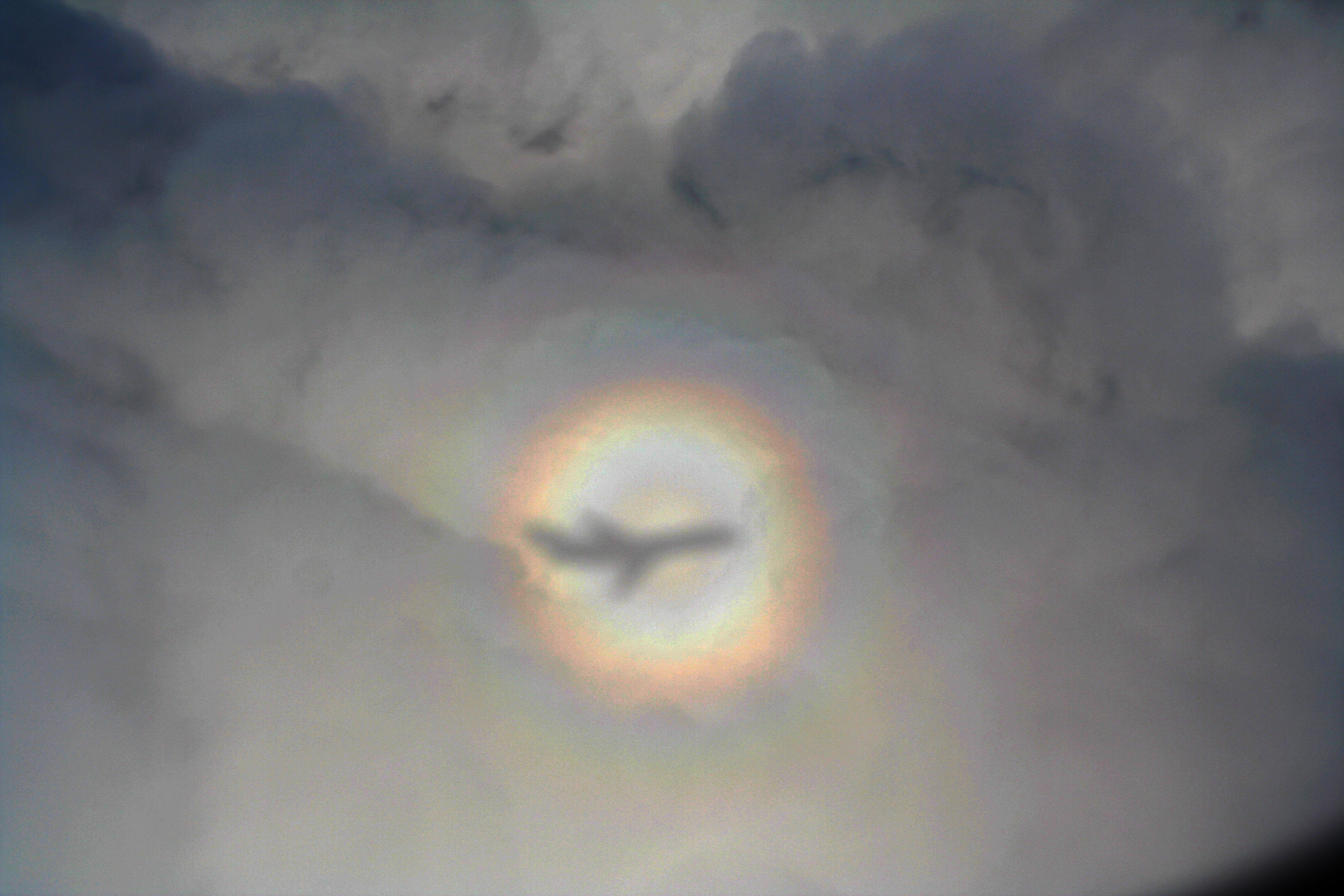
Glória na sombra de um avião

A Glória é um fenômeno óptico que relembra um halo sobre a sombra do observador. Acredita-se que o efeito ocorre devido ao tunelamento da luz, quando raios de luz atravessam o ar para dentro de gotículas de água e parte de luz é emitida de volta por meio da ressonância óptica.
Ela pode ser vista apenas quando o observador está posicionado diretamente entre o sol e as gotículas de água (por exemplo, um nevoeiro ou uma nuvem), e seu diâmetro angular é muito menor do que o do arco-íris, variando de 5° a 20° de acordo com o tamanho das gotículas. A glória é normalmente observada em voo (sendo vista atrás da sombra do avião nas nuvens), mas também pode ser notada em montanhas ou em construções altas, se há alguma nuvem ou névoa sob o observador. A glória está relacionada com outro fenômeno óptico, o antélio.

## Teoria

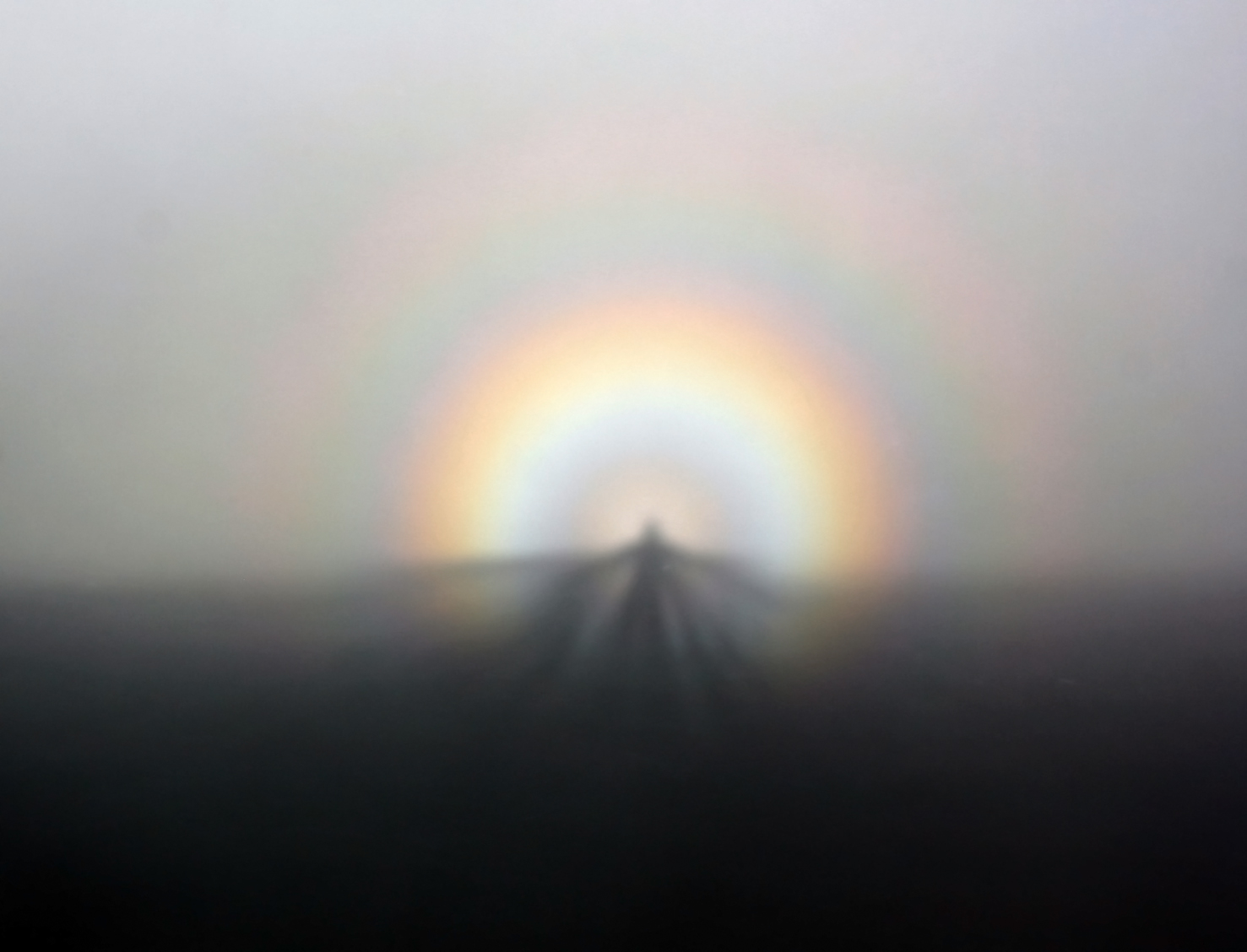
Glória e o Espectro de Brocken

Sua explicação científica ainda é motivo de debates e pesquisas. Em 1947, o astrônomo holandês Hendrik Christoffel van de Hulst sugeriu que ondas de superfície estavam envolvidas. Ele especulou que os anéis coloridos da glória são causados pela interferência de dois raios entre o caminho "curto" e o caminho "longo" das ondas - que são geradas pelos raios de luz que entram em pontos diametralmente opostos nas gotículas (ambos os raios sofrendo reflexão interna). Entretanto, uma nova teoria pelo físico brasileiro Herch Moysés Nussenzveig, sugeriu que a energia da luz retornada pela glória se origina principalmente do tunelamento da luz, quando raios de luz que não passam pela gotícula ainda conseguem transferir energia para ela.
As glórias são frequentemente vistas em associação com o Espectro de Brocken, a sombra aparentemente enorme e magnificada de um observador lançada sobre a superfície de nuvens opostas ao Sol. O nome deriva de Brocken, o pico mais alto da cadeia montanhosa de Harz na Alemanha.

## Glórias na cultura
C.T.R. Wilson viu uma glória quando trabalhava como observador temporário numa estação meteorológica em Ben Nevis. Inspirado pelo fenômeno, decidiu construir um dispositivo para criar nuvens em laboratório e assim, de maneira sintética, reproduzir uma glória em pequena escala. Esse trabalho levou-o a desenvolver a câmara de Wilson, um aparelho responsável por detectar partículas subatômicas pelo qual ele e Arthur Compton receberam o Nobel de Física em 1927.
Na China, a glória é chamada de "Luz de Buda", e pode ser observada em montanhas altas e nubladas, como nas Montanhas Huangshan ou no Monte Emei. Neste último, encontram-se inclusive registros do fenômeno que remontam a 63 d.C. O halo colorido é sempre visto na própria sombra do observador e é frequentemente entendido como símbolo da sua iluminação pessoal (normalmente associado ao Buda ou a outra divindade).

## Galeria

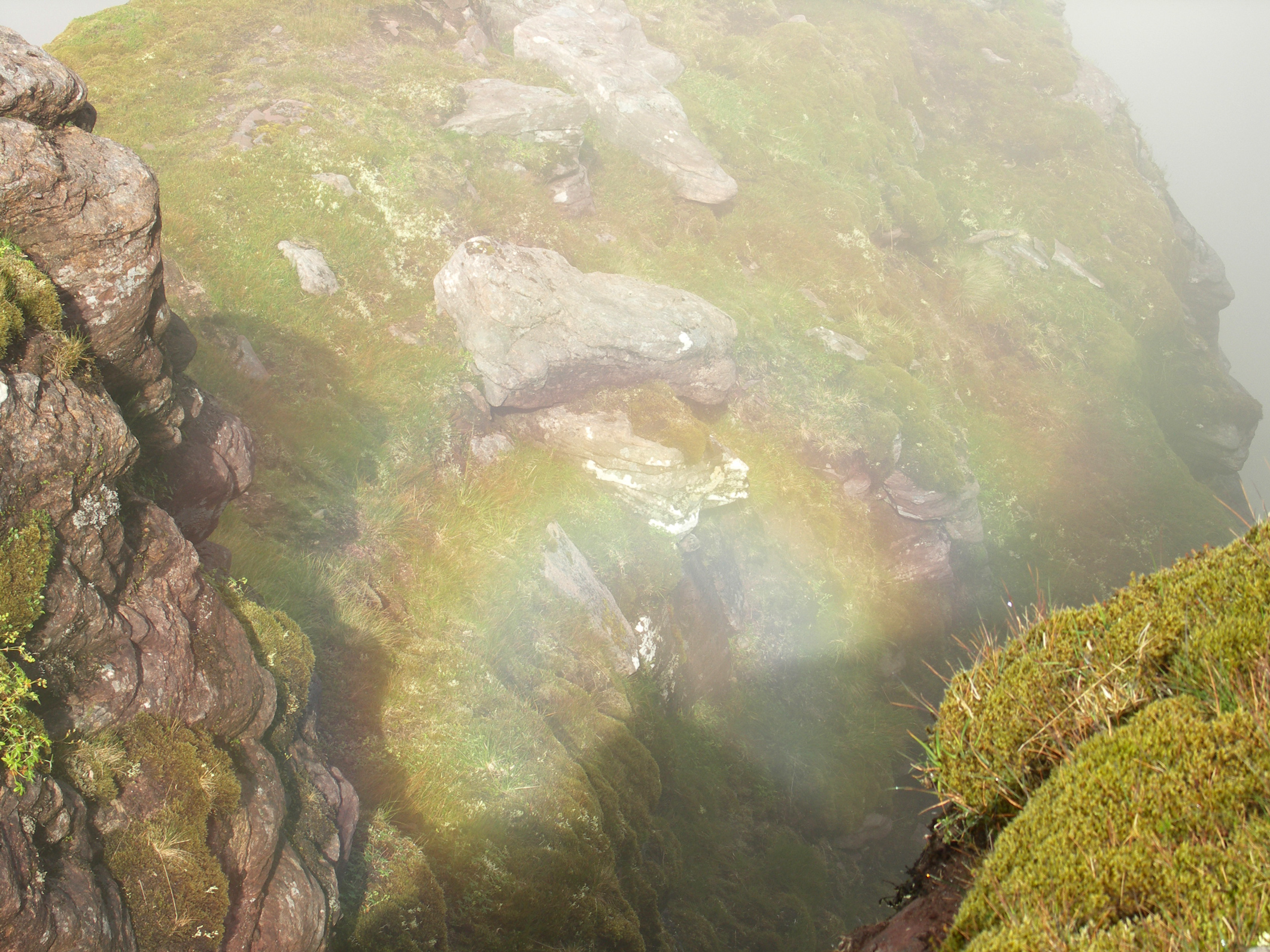
Glória encontrada durante uma caminhada em An Teallach, Escócia
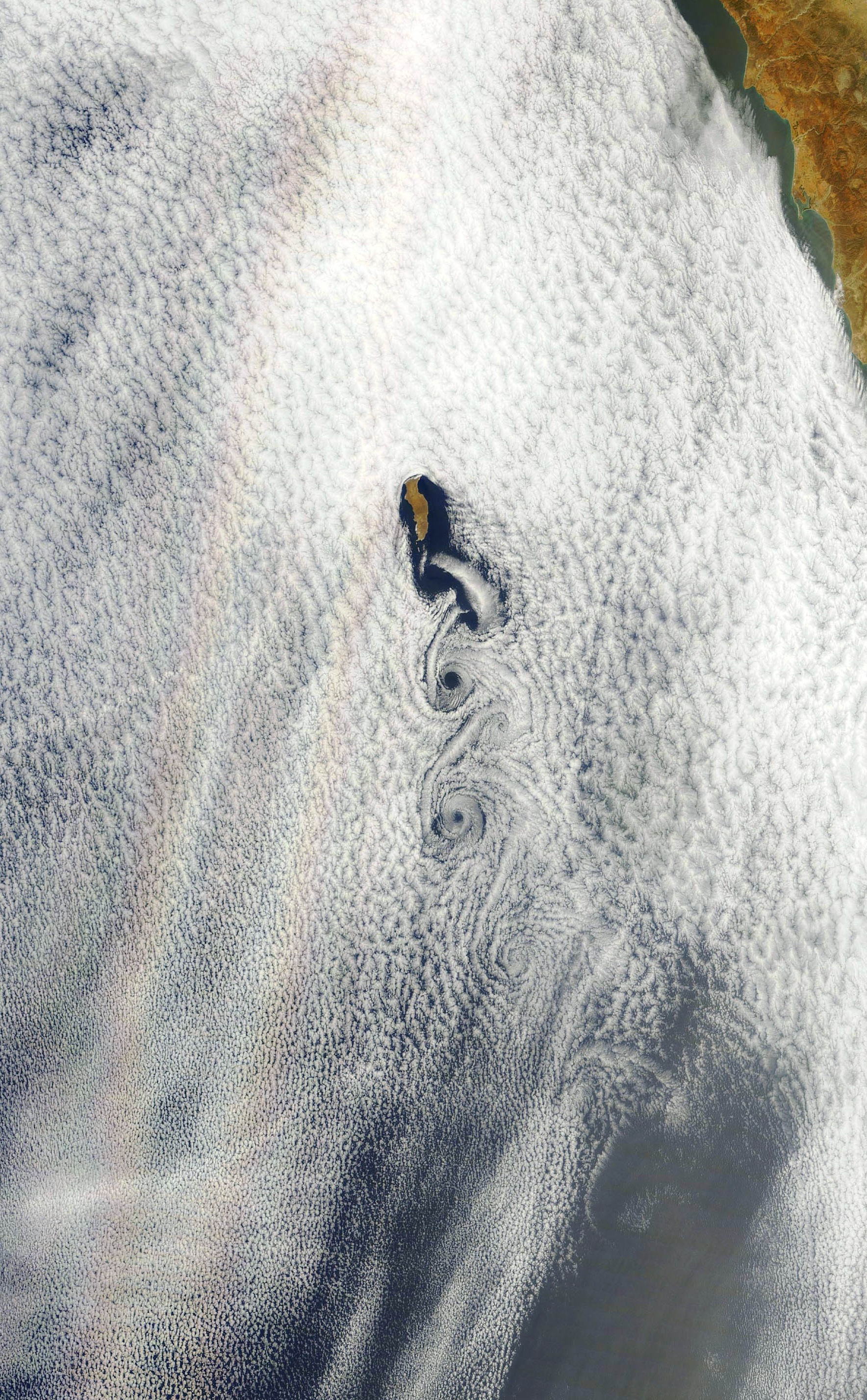
Uma glória vista do espaço na região de Ilha de Guadalupe em junho de 2012
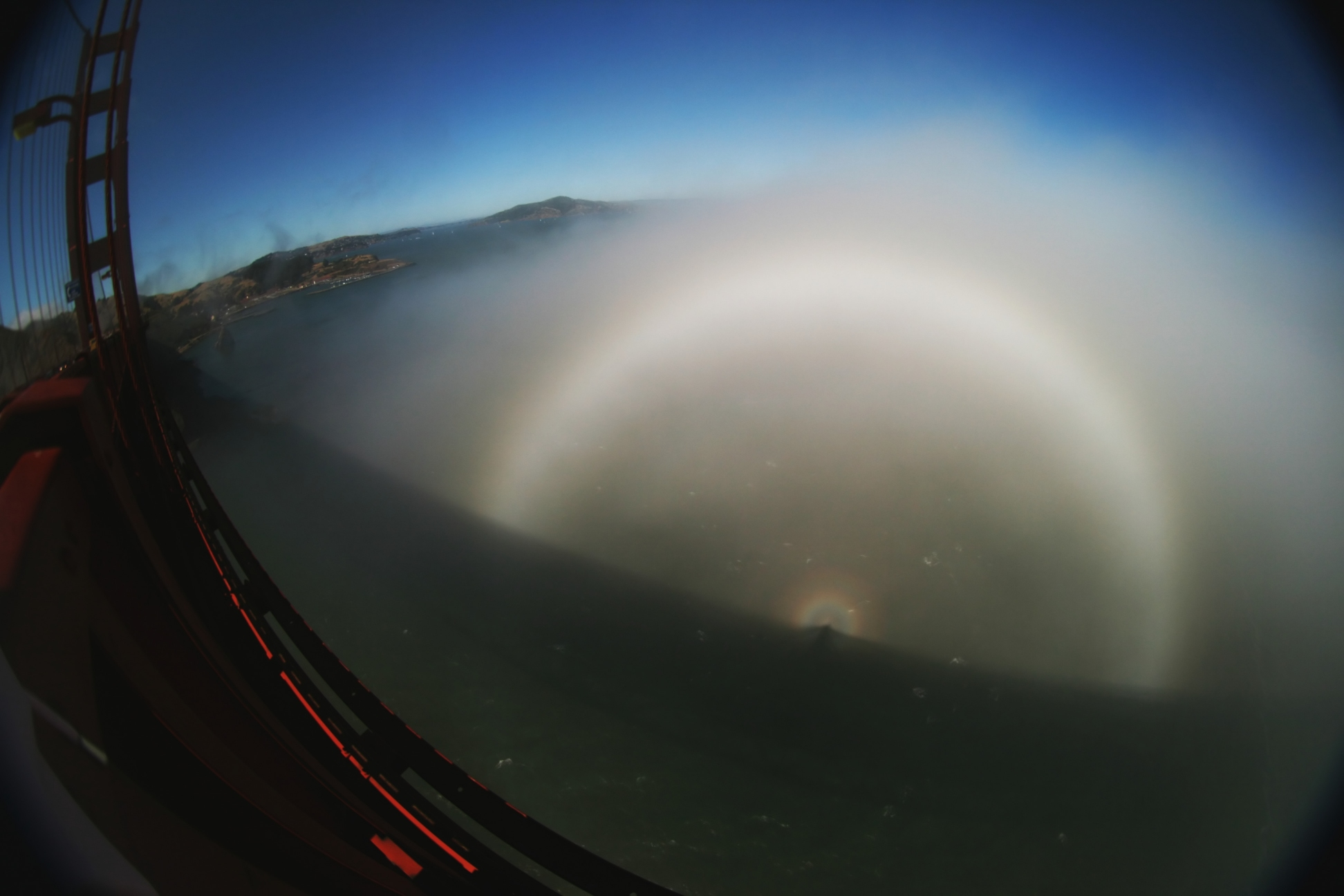
Um arco-íris branco, uma glória e o Espectro de Brocken na Golden Gate Bridge em San Francisco
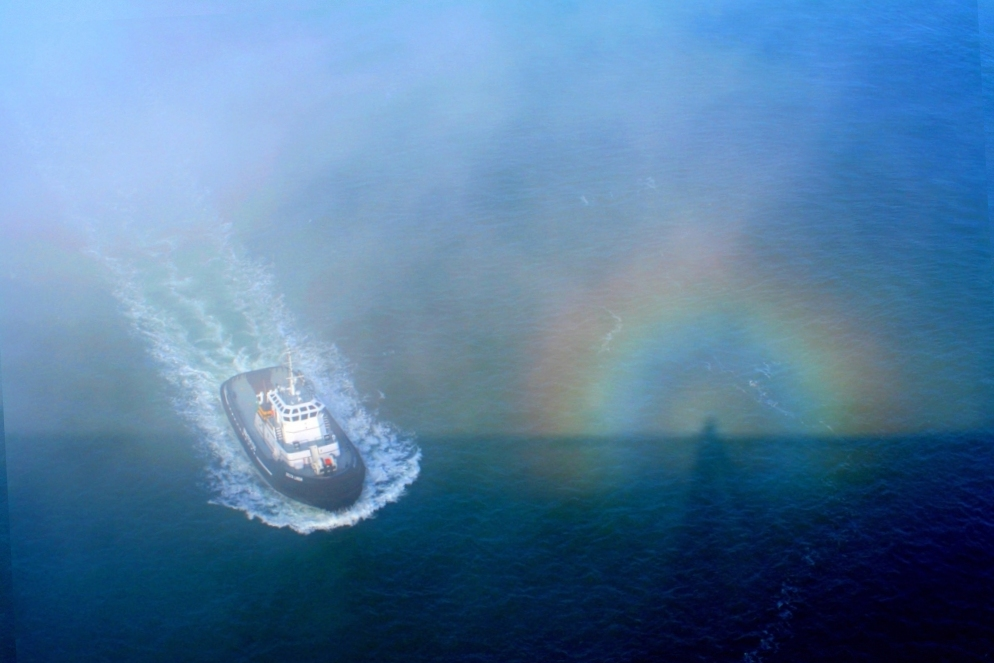
Uma glória e o Espectro de Brocken observados em San Francisco
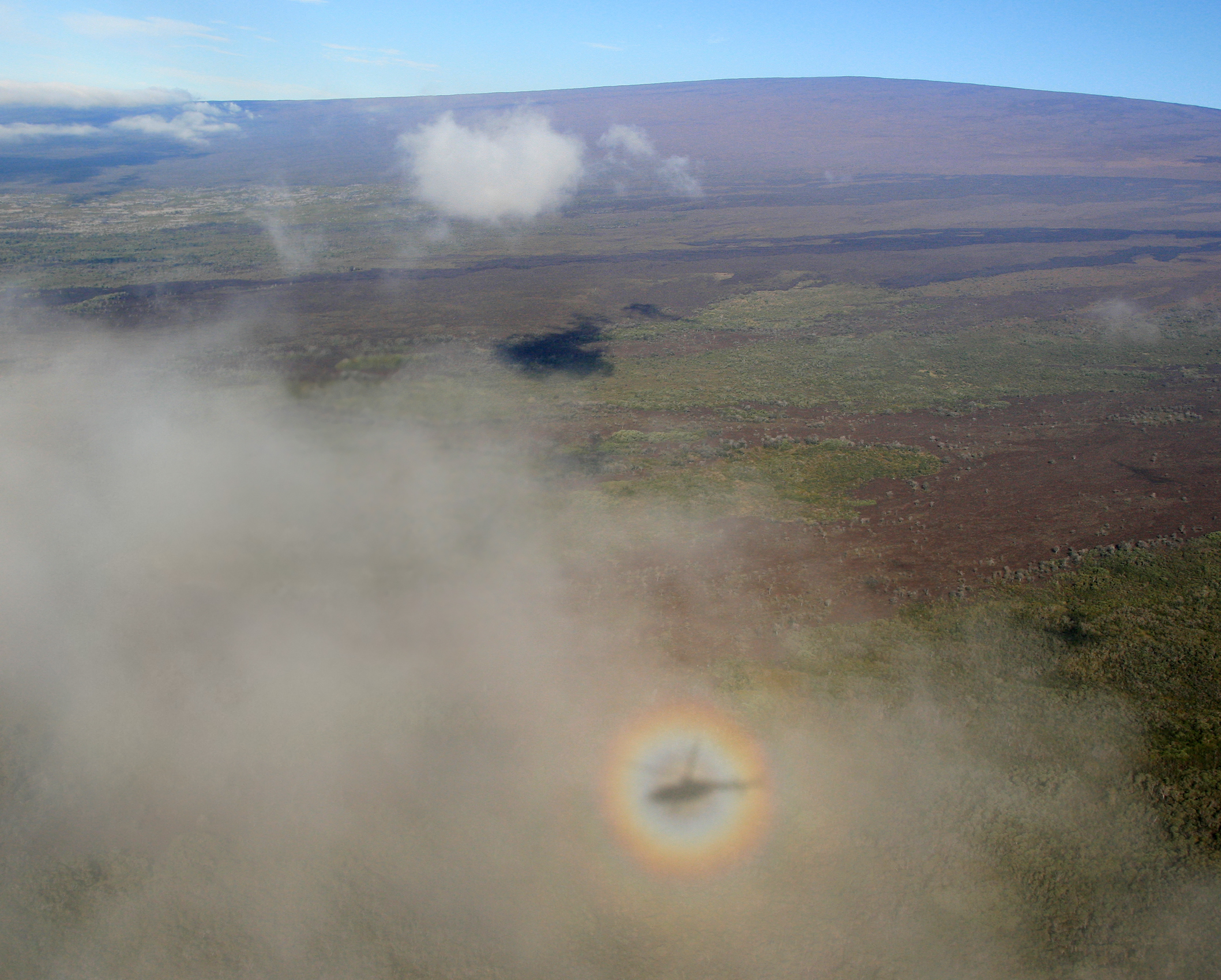
Glória vista de um helicóptero
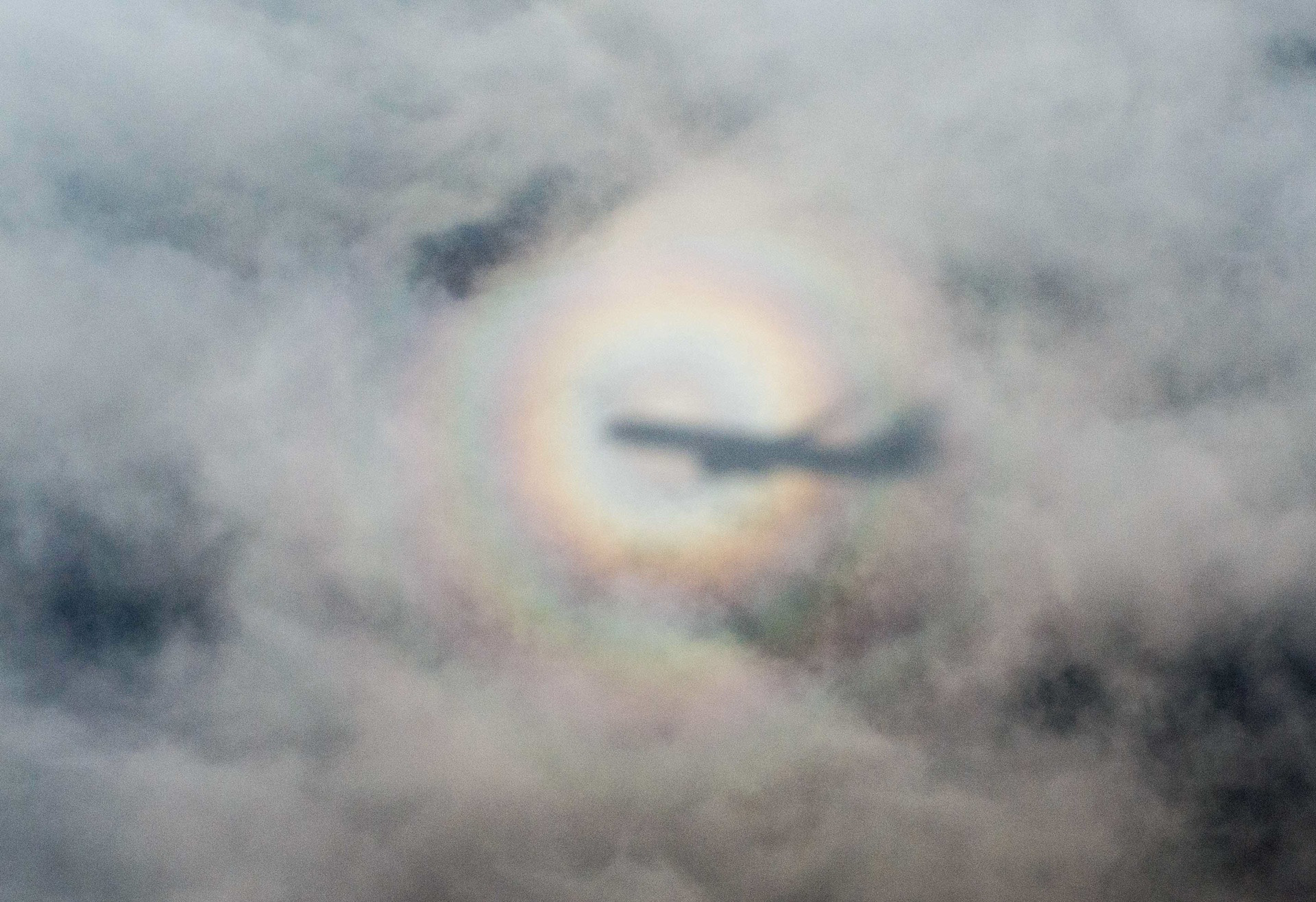
"Glória do Piloto"